# Jewgienij Fiodorow (lotnik)
Jewgienij Pietrowicz Fiodorow (ros. Евгений Петрович Фёдоров, ur. 15 grudnia?/28 grudnia 1911 w stanicy Strielna, zm. 15 lipca 1993 w Petersburgu) – radziecki generał major lotnictwa, dwukrotny Bohater Związku Radzieckiego (1940 i 1945).

## Życiorys
Urodził się w rodzinie robotniczej. W 1929 ukończył szkołę fabryczną, pracował jako ślusarz kolejowy, od 1930 służył w Armii Czerwonej, w 1932 ukończył wojskową szkołę lotników w Leningradzie, a w 1933 lotniczą szkołę wojskową w Orenburgu. Od 1932 należał do WKP(b), 1933-1937 był lotnikiem, później dowódcą oddziału, a od 1939 dowódcą eskadry bombowców, 1939–1940 uczestniczył w wojnie z Finlandią jako dowódca eskadry 6 pułku bombowców dalekiego zasięgu 27 Lotniczej Dywizji Bombowców Dalekiego Zasięgu 7 Armii Frontu Północno-Zachodniego. Wykonał wówczas 24 loty bojowe, bombardując siłę żywą i technikę przeciwnika. Od czerwca 1941 w składzie Lotnictwa Dalekiego Zasięgu brał udział w wojnie z Niemcami, wykonywał nocne naloty na stacje kolejowe, pociągi, technikę i siłę żywą wroga, 9 września 1942 wraz z grupą bombowców uczestniczył w nalocie na Berlin, poza tym bombardował obiekty i wojska wroga w rejonie Orła, na Białorusi i na Krymie. Brał udział w bitwie pod Moskwą, pod Stalingradem, Leningradem, w zajęciu Polski, Węgier i operacji berlińskiej, od 1943 jako zastępca dowódcy 2 Gwardyjskiej Armii Lotniczej w stopniu podpułkownika. Do końca listopada 1944 wykonał wraz z załogą 178 lotów bojowych. W 1948 ukończył Akademię Wojskowo-Powietrzną, później pełnił funkcje dowódcze w lotnictwie, w 1957 otrzymał stopień generała majora lotnictwa, w 1958 zakończył służbę wojskową, po czym pracował w porcie lotniczym.

## Odznaczenia
- Złota Gwiazda Bohatera Związku Radzieckiego (dwukrotnie - 7 kwietnia 1940 i 29 czerwca 1945)
- Order Lenina (trzykrotnie - 1940, 1942 i 1956)
- Order Czerwonego Sztandaru (dwukrotnie - 1940 i 1951)
- Order Aleksandra Newskiego (1943)
- Order Wojny Ojczyźnianej I klasy (1985)
- Order Czerwonej Gwiazdy (dwukrotnie - 1946 i 1954)

I medale.